# ساندويل
ساندويل (بالإنجليزية: Sandwell)‏، هي منطقة حضرية موجودة في غرب ميدلاندز الإنجليزية، عدد سكان في المنطقة 322,700 نسمة.

## أعلام
- ادام شامبرز
- أندريه رايت
- جوستين ريتشاردز
- جيمس شامبيرس
- نيك جيمس

## المواقع الخارجية
- Sandwell MBC
- Research Sandwell
- Sandwell Trends - a Local Intelligence System for Sandwell
- Sandwell Building Schools for the Future
- Sandwell Lions Club